# Roma Bălți
El Roma Bălți fue un equipo de fútbol de Moldavia que jugó en la División Nacional de Moldavia, la primera categoría de fútbol en el país.

## Historia
Fue fundado en el año 1994 en la ciudad de Balti como integrante de la Divizia B. En la temporada 1995/96 logra el ascenso a la Divizia A como campeón de su zona.
Con solo un año en la segunda división obtiene el ascenso a la División Nacional de Moldavia como subcampeón de liga. En su primera temporada en la primera división termina en octavo lugar, cuatro puntos arriba de la zona de playoff de permanencia.
En la temporada 1998/99 tuvo que jugar la fase de descenso, salvando la categoría al terminar en séptimo lugar, descendiendo en la siguiente temporada al terminar en noveno lugar entre 10 equipos.
El club desaparece antes de iniciar la temporada 2001/02 al declararse en bancarrota, cediendo su lugar al Universitatea Comrat. El club disputó tres temporadas en la primera división nacional donde jugó 80 partidos, de los cuales ganó 23.

## Palmarés
- Divizia B: 1

1995/96